# Lina Rafn
Lina Rafn, född Lina Rafn Sørensen 12 augusti 1976, är en dansk sångerska, producent och låtskrivare, huvudsakligen i den danska musikgruppen Infernal.
Då hon började i Infernal var det inte meningen att hon skulle sjunga då hon inte riktigt kunde sjunga. Hon fick dock några sånglektioner och blev med tiden bättre.
Hon är född på Nørrebro i Köpenhamn och växte upp i förorten Herlev. Innan hennes musikaliska karriär tog fart dansade hon tävlingsdans. Tidigare var hon körsångerska till Mirah i åren 1994 och 1995 och har även dansat i olika danska sammanhang.
2007 fick Lina Rafn mycket uppmärksamhet i Danmark då hon försökte dra av sin scenklädsel och sin make-up på deklarationen. Efter att ha förlorat fallet i Østre Landsret har hon varit i kontakt med Danmarks skatteminister Kristian Jensen. Även Dansk Musiker Forbund har engagerat sig i fallet.
2007 och 2008 är Lina en av jurymedlemmarna i X-Factor 2008, Danmarks motsvarighet till Idol som sänds i DR1.